# 法楽寺 (兵庫県神河町)

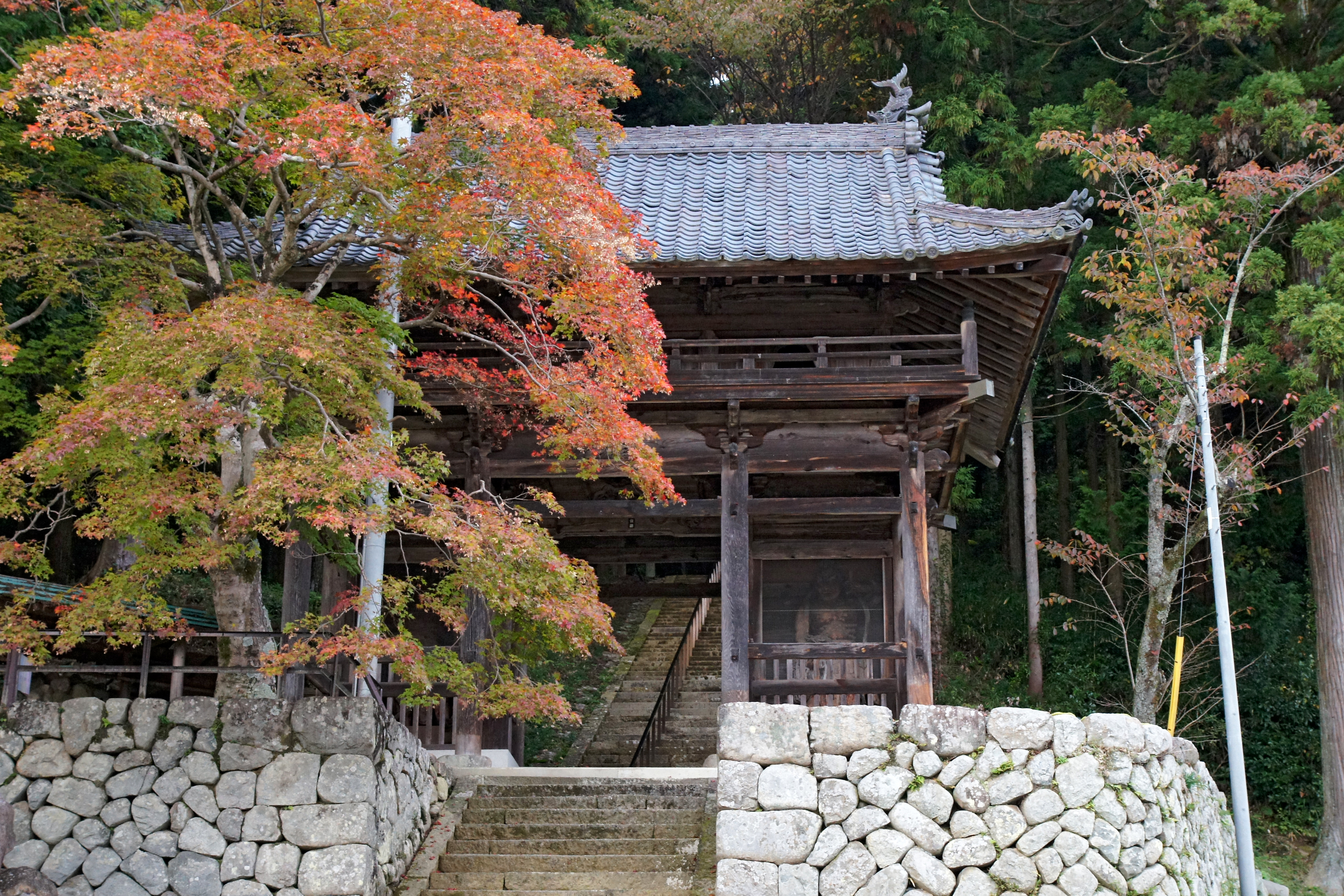
仁王門

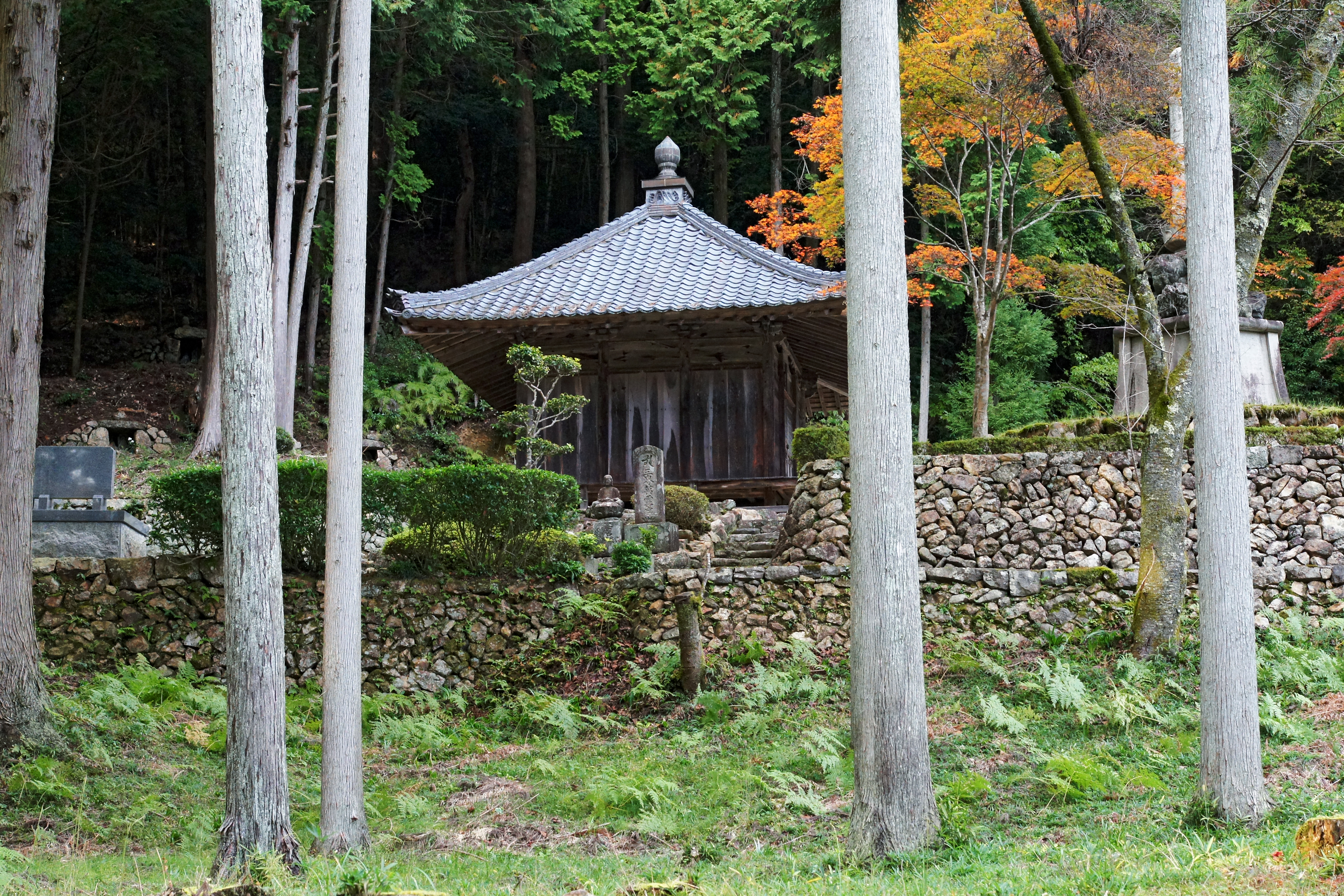
開山堂

法楽寺（ほうらくじ）は兵庫県神崎郡神河町にある高野山真言宗の仏教寺院。
山号は金楽山、本尊は十一面千手観音。別名粟賀犬寺または播州犬寺、犬寺。播磨西国三十三箇所第15番。

## 歴史
『元亨釈書』と、峰相山鶏足寺の僧が記した『峰相記』によると、皇極天皇の時代（642年から645年）に豪族枚夫長者を開基、法道を開山として創建されたとされている。
古来より創建時の逸話「播州犬寺物語」の舞台として著名で、南禅寺の虎関師錬国師が1322年に著した仏教史書『元亨釈書』で紹介した日本の三十ヶ寺にも含まれている。

## 伽藍
- 本堂 - 1729年（江戸時代中期の享保年間）再建、十一面千手観世音菩薩（本尊）、不動明王（脇士）、毘沙門天（脇士）安置
- 開山堂 - 17世紀後期建立。法道仙人像、枚夫長者像、菩薩像二体安置
- 春日神社社殿 - 17世紀中期建立、覆屋入、三間社隅木入春日造、柿葺
- 稲荷神社社殿
- 弁天堂
- 鐘楼 - 18世紀前期建立。梵鐘は慶長9年鋳造
- 仁王門 - 天正年間の再建とされる。阿形、吽形金剛力士像安置。仁王門から本堂まで246の石段が敷かれている。
- 庫裏 - 1819年（文政2年）建立。桁行24.3m、梁間12.6m、入母屋造。
- 庫裏門
- 庫裏庭園

## 文化財
- 兵庫県指定文化財 - 本堂、春日神社社殿
- 神河町指定文化財 - 開山堂、鐘楼、仁王門、庫裏

## 交通アクセス
- 播但線 寺前駅から神姫グリーンバスで約10分、「粟賀営業所」下車、徒歩10分

## 周辺
- 徹心寺
- 福本陣屋